# Josefa Masegosa Gallego
Josefa Masegosa Gallego (Oria, Província d'Almeria, 1957) és una astrònoma espanyola, investigadora científica del CSIC en l'Institut d'Astrofísica d'Andalusia (IAA).
Va estudiar en la Facultat de Ciències de la Universitat de Granada on es va llicenciar en Ciències físiques en 1981. Posteriorment va realitzar un màster de ciències, amb especialitat en astronomia, a la Universitat de Sussex (Regne Unit) i, en 1988, va obtenir un doctorat en Ciències Físiques a la Universitat de Granada. Fou Vicedirectora de l'Institut d'Astrofísica d'Andalusia, per passar més tard a desenvolupar la tasca d'investigadora científica. Des de 1985 ha participat en prop de trenta projectes d'investigació finançats per diferents plans nacions i regionals d'investigació o fons de la Comunitat Europea.
Ha participat en el Subprojecte de l'Any Internacional de l'Astronomia Ella és una Astrónoma i coordinat el programa de la televisió educativa de la UNED Mujeres en las Estrellas. A més, ha participat en diferents Comitès de gestió de la Recerca, entre els quals destaquen la vocalia en la Comissió de l'Àrea de Ciència i Tecnologia Físiques del CSIC, entre 1992 i 1994; en l'actualitat és representant d'aquesta àrea en la Comissió de Dones i Ciència del CSIC.
En el camp de l'astrofísica, els seus temes principals d'interès és l'estudi dels mecanismes responsables de l'activació de la formació estel·lar violenta, estudis multifreqüència, formació i evolució de galàxies, cartografiats extragalàctics i eventualment de l'activitat nuclear a les galàxies. Desenvolupa aquesta investigació dintre del departament d'Astronomia Extragalàctica del CSIC. Compta amb 75 publicacions científiques en revistes internacionals incloses al Science Citation Index, encara que ha publicat molts més articles en diverses revistes.
Ha compartit la seua carrera professional entre l'astrofísica i els estudis de Dones i Ciència. En aquest camp ha publicat una desena d'articles sobre astrònomes, visibilitzant a les astrònomes tant històriques com actuals; ha impartit nombroses conferències i organitzat diferents esdeveniments de difusió del paper de la dona en la ciència, com la coordinació del programa de la UNED per TVE Mujeres en las estrellas emès pel la 2. A més, ha estat cofundadora del node AMIT-Andalusia en 2012, ocupant els càrrecs de vocal i coordinadora per a Granada-Jaén-Almeria fins a 2013 i vicepresidenta en l'actualitat.